# Охотник за пришельцами
«Охотник за пришельцами» (англ. Alien Hunter) — фантастический фильм с элементами боевика и триллера от режиссёра Рона Краусса. Премьера фильма состоялась 19 июля 2003 года.

## Сюжет
В Антарктиде находят артефакт внеземного происхождения. Группа учёных во главе с криптологом Джулианом Роуном начинает исследование этого объекта с целью получения необходимых сведений.
В фильме использованы  материалы фильма Д.Карпентера "Нечто" ("The Thing", 1982 г.) - момент показа Роуну "документальной"  хроники из Антарктиды (съемка норвежцев места падения корабля пришельца).

## В ролях
| Актёр           | Роль                  |
| --------------- | --------------------- |
| Джеймс Спейдер  | Джулиан Роун          |
| Джон Линч       | Доктор Михаил Страуб  |
| Николай Бинев   | Доктор Алексей Гиерах |
| Лесли Стефансон | Нила Олсон            |
| Айми Грэхэм     | Шелли Клейн           |
| Карл Льюис      | Гришам                |
| Энтони Кривелло | Пилот                 |
| Стюарт Чарно    | Абелль                |
| Рой Дотрис      | доктор Джон Бакман    |
| Кир Дулли       | секретарь Байер       |
| Христо Шопов    | штурман Петренко      |

## Создатели фильма

### Спецэффекты
- Makeup Effects Laboratories Inc.
- Worldwide FX — визуальные эффекты